# Paul Lucier
Pour les articles homonymes, voir Lucier.
Paul Lucier, né le 29 juillet 1930 à LaSalle en Ontario et mort le 23 juillet 1999, est un homme d'affaires franco-ontarien et sénateur canadien.
Paul Lucier est le fils de Adolph Lucier et Claire Laframboise.
En 1975, il a été nommé par Pierre Trudeau le premier sénateur représentant la division sénatoriale du Yukon sous l'étiquette du Parti libéral du Canada. Il a conservé son mandat sénatorial jusqu'à son décès en 1999.
Paul Lucier fut également le premier franco-yukonnais à être maire de la ville de Whitehorse de 1974 à 1975 et échevin de la même ville de 1964 à 1965 puis de 1970 à 1974.
Paul Lucier est mort à l'hôpital de Penticton, en Colombie-Britannique, des suites d'une longue bataille contre le cancer de moelle osseuse quelques jours seulement avant d'avoir 69 ans.